# Rivière de Grand Goâve
La rivière Grand Goâve est un cours d'eau qui coule à Haïti dans le département  de l'Ouest en prenant sa source dans l'arrondissement de Léogâne. Elle rejoint la golfe de la Gonâve au niveau de la ville de Grand Goâve située dans l'arrondissement de Léogâne.

## Géographie
La rivière Grand Goâve prend sa source dans les contreforts du massif de la Selle. Le cours d'eau se dirige vers le nord-nord-est, puis vers le nord et s'écoule dans la ville de Grand Goâve où se situe son embouchure donnant dans le golfe de la Gonâve.
Depuis le séisme de 2010 à Haïti, un barrage en amont de la rivière de Grand Goâve menace de rompre à la suite de sa fragilisation.